# Nymphon cognatum
Nymphon cognatum is een zeespin uit de familie Nymphonidae. De soort behoort tot het geslacht Nymphon. Nymphon cognatum werd in 1928 voor het eerst wetenschappelijk beschreven door Loman. 